# Булбо-уретрална жлеза
Булбо-уретралната жлеза е една от двете малки жлези, част от мъжката репродуктивна система. Те са с големина на грахово зърно (glandulae bulbourethrales) и се отварят към уретрата. Разположени са под симфизата, от двете страни на корена на пениса. Произвеждат секрет, който също е елемент на семенната течност.
Булбоуретралните жлези (известни още като жлези на Каупър или Каупърови жлези) се разполагат в тазовата диафрагма в близост с разширената задна част на пениса. Представляват кафеникави сферични образувания с около 1 cm диаметър. Късите им изводни каналчета (2,5 cm) се отварят в спонгиозната част на уретрата. При полова възбуда отделят светъл лепкав секрет, който овлажнява главичката на пениса преди полов акт и неутрализира киселата реакция в уретрата от остатъчната урина, която уврежда спермата.
Наречени са на Уилям Каупър (на английски: William Cowper, 1666 – 1709), английски анатом и хирург, известен с ранното описание на тези жлези.
|  | Тази страница частично или изцяло представлява превод на страницата Vesícula seminal в Уикипедия на португалски. Оригиналният текст, както и този превод, са защитени от Лиценза „Криейтив Комънс – Признание – Споделяне на споделеното“, а за съдържание, създадено преди юни 2009 година – от Лиценза за свободна документация на ГНУ. Прегледайте историята на редакциите на оригиналната страница, както и на преводната страница, за да видите списъка на съавторите. ВАЖНО: Този шаблон се отнася единствено до авторските права върху съдържанието на статията. Добавянето му не отменя изискването да се посочват конкретни източници на твърденията, които да бъдат благонадеждни. |